# Обнинск (футбольный клуб)
«Обнинск» — российский футбольный клуб из города Обнинска, Калужская область. Основан в 1992 году на базе обнинской мини-футбольной команды «Сигнал», игравшей в чемпионате СССР в 1990 и 1991 годах и выигравшей турнир 1990 года. Генеральным директором клуба являлся Павел Гузеев. В 1998—2000 годах команда по финансовым причинам не участвовала в соревнованиях. По финансовым же соображениям снялся с соревнований в 2005 году.

## История названия
- 1992—1994, 1996, 2001—2005 — «Обнинск»
- 1995 — «Индустрия» (Обнинск)
- 1996—1997 — «Индустрия» (Боровск)

В 1996 году команда была приписана к Боровску, играла в Малоярославце, тренировалась в Обнинске; в третью лигу (зону 3) заявился фарм-клуб под названием «Обнинск», который, проведя один сезон, прекратил выступления на профессиональном уровне. По итогам сезона-1996 «Индустрия» вылетела в третью лигу, где выступала в сезоне-1997 (зона 4), проводя большинство домашних матчей в Ермолино, по ходу сезона (сыграв 19 игр в первенстве) снялась с турнира и была исключена из ПФЛ. В 1998 году команда была переведена обратно в Обнинск и переименована в ФК «Обнинск».
В 2004 году, после нескольких лет выступлений на любительском уровне, ФК «Обнинск» вновь обрёл профессиональный статус: команда выступила во втором дивизионе. На сезон-2005 во второй дивизион «Обнинск» не заявился.

## Результаты выступлений
- 1992 — 1 место в зоне 7 (Центр — Группа «Б») первенства КФК; 2 место в финальном турнире КФК[4]
- 1993 — 4 место во второй лиге, зона 4
- 1994 — 16 место во второй лиге, зона «Центр»
- 1995 — 11 место во второй лиге, зона «Центр»
- 1996 — 2л): 22 место во второй лиге, зона «Центр»; 3л): ФК «Обнинск» — 17 место в третьей лиге, зона 3
- 1997 — 19 место в третьей лиге, зона 4 (снялся по ходу сезона)
- 2001 — 5 место в зоне «Золотое Кольцо» первенства КФК
- 2002 — 2 место в зоне «Золотое Кольцо» КФК
- 2003 — 1 место в зоне «Золотое Кольцо» КФК; 2 место в финальном турнире КФК[5]
- 2004 — 13 место во втором дивизионе, зона «Центр».
- 24 января 2005 года снялся с соревнований ПФЛ.

В Кубке России команда выступала 5 раз (1994/95 — 1997/98, 2004/05), только один раз смогла пройти в следующий раунд, результаты — 6 матчей: 1 победа (по пенальти), 5 поражений (одно из которых — в дополнительное время).
В 2003 году «Обнинск» одержал победу на предварительном (МФФ «Золотое кольцо») и финальном этапах Кубка России среди команд ЛФК.

## Тренеры
- 1993 — Юрий Карамян
- 1994 — Борис Синицын
- 1995—1997 — Юрий Карамян
  - 1996 — Юрий Мосалёв (команда в третьей лиге)
- 1997—2001 — Валерий Ткачук
- 2002 (по июль) — Виктор Ноздрин
- август 2002 — 2003 — Валерий Ткачук
- 2003—2004 — Дмитрий Быстров

## Цитаты
Лев Березнер, 2005:
Любительский футбол и ФК «Обнинск» были двумя совершенно разными непересекающимися направлениями в футбольной жизни города. Клуб существовал обособленно, сам по себе, и был остальной футбол, который хоть и не собирал полных трибун, но жизнь его была более насыщенной, более приятной для восприятия. Лично мне неинтересно было смотреть на игры ФК «Обнинск». Как футболист и как болельщик скажу, желание ходить на стадион пропало где-то после третьего посещения — игра была откровенно слабой и тактически беспомощной.